# Iwona Kandora
Iwona Kandora (z d. Niedźwiecka, ur. 4 maja 1982) – polska siatkarka występująca na pozycji środkowej lub przyjmującej.

## Kluby
- 1998 – 2007 BKS Bielsko Biała
- 2007 – 2010 KPSK Stal Mielec
- 2010 – 2011 Mosir/Sokół Silesia Volley
- 2011 – 2012 KPSK Stal Mielec
- 2013 – 2014 Silesia Volley
- 2016 – 2021 AZS AWF Biała Podlaska
- 2021 – Ósemka Siedlce
- od 2023 - TPS Bielsk Podlaski

## Sukcesy
- Mistrzostwa Polski:
  -  1.miejsce : 2003, 2004
  -  3.miejsce : 2000, 2007
- Puchar Polski 
  -  Zdobywczyni pucharu : 2004, 2006
  -  Finalistka Pucharu Polski : 2007
- Superpuchar Polski
  -  Zdobywczyni Superpucharu : 2006